# Allobates amissibilis
Espèce
Allobates amissibilis est une espèce d'amphibiens de la famille des Aromobatidae.

## Répartition
Cette espèce est endémique du Guyana. Elle se rencontre entre 160 et 950 m d'altitude dans les monts Iwokrama.

## Description
Allobates amissibilis mesure de 16,3 à 17,8 mm.

## Publication originale
- Kok, Hölting & Ernst, 2013 : A third microendemic to the Iwokrama Mountains of central Guyana: a new cryptic species of Allobates Zimmerman and Zimmerman, 1988 (Anura: Aromobatidae). Organisms Diversity & Evolution, vol. 13, no 4, p. 621-638.